# Winterthurer Grossfeldtrophy 2018 (Samstag)
Die Winterthurer Grossfeldtrophy 2018 (Samstag) war die vierte Austragung des Winterthurer Handballgrossfeld-Cup-Wettbewerbs.

## Resultate

### Gruppe 1

#### Rangliste
| Pl.                               |  | Verein                   | Sp. | S | U | N | Tore    | Diff. | Punkte |
| --------------------------------- |  | ------------------------ | --- | - | - | - | ------- | ----- | ------ |
| 1.                                |  | TV Uster                 | 3   | 3 | 0 | 0 | 045:270 | +18   | 06:00  |
| 2.                                |  | HC Grün-Weiss Effretikon | 3   | 2 | 0 | 1 | 044:410 | +3    | 04:20  |
| 3.                                |  | HC Bruggen               | 3   | 1 | 0 | 2 | 041:440 | −3    | 02:40  |
| 4.                                |  | Pfadi Winterthur FIVE    | 3   | 0 | 0 | 3 | 039:540 | −15   | 00:60  |
| Quelle: SHV, Stand: 12. Juli 2018 |  |                          |     |   |   |   |         |       |        |

| Zum Rundenende 2018: |                             |
|                      |                             |
|                      | Qualifikation für den Final |
|                      |                             |

#### Spiele
| 16. Juni 2018 9:00 Uhr | Pfadi Winterthur FIVE | 12:19 | TV Uster | Stadion Schützenwiese, Winterthur Schiedsrichter: Joos |
| 16. Juni 2018 9:00 Uhr | (5:11)                |       |          | Stadion Schützenwiese, Winterthur Schiedsrichter: Joos |
| 16. Juni 2018 9:00 Uhr | [ 1 ]                 |       |          | Stadion Schützenwiese, Winterthur Schiedsrichter: Joos |

| 16. Juni 2018 9:40 Uhr | HC Bruggen | 10:14 | HC Grün-Weiss Effretikon | Stadion Schützenwiese, Winterthur Schiedsrichter: Joos |
| 16. Juni 2018 9:40 Uhr | (4:8)      |       |                          | Stadion Schützenwiese, Winterthur Schiedsrichter: Joos |
| 16. Juni 2018 9:40 Uhr | [ 1 ]      |       |                          | Stadion Schützenwiese, Winterthur Schiedsrichter: Joos |

| 16. Juni 2018 11:40 Uhr | Pfadi Winterthur FIVE | 14:17 | HC Bruggen | Stadion Schützenwiese, Winterthur Schiedsrichter: Joos |
| 16. Juni 2018 11:40 Uhr | (7:8)                 |       |            | Stadion Schützenwiese, Winterthur Schiedsrichter: Joos |
| 16. Juni 2018 11:40 Uhr | [ 1 ]                 |       |            | Stadion Schützenwiese, Winterthur Schiedsrichter: Joos |

| 16. Juni 2018 12:20 Uhr | TV Uster | 18:12 | HC Grün-Weiss Effretikon | Stadion Schützenwiese, Winterthur Schiedsrichter: Joos |
| 16. Juni 2018 12:20 Uhr | (11:6)   |       |                          | Stadion Schützenwiese, Winterthur Schiedsrichter: Joos |
| 16. Juni 2018 12:20 Uhr | [ 1 ]    |       |                          | Stadion Schützenwiese, Winterthur Schiedsrichter: Joos |

| 16. Juni 2018 14:20 Uhr | Pfadi Winterthur FIVE | 13:18 | HC Grün-Weiss Effretikon | Stadion Schützenwiese, Winterthur Schiedsrichter: Eichenberger |
| 16. Juni 2018 14:20 Uhr | (5:10)                |       |                          | Stadion Schützenwiese, Winterthur Schiedsrichter: Eichenberger |
| 16. Juni 2018 14:20 Uhr | [ 1 ]                 |       |                          | Stadion Schützenwiese, Winterthur Schiedsrichter: Eichenberger |

| 16. Juni 2018 15:00 Uhr | TV Uster | 16:10 | HC Bruggen | Stadion Schützenwiese, Winterthur Schiedsrichter: Eichenberger |
| 16. Juni 2018 15:00 Uhr | (7:3)    |       |            | Stadion Schützenwiese, Winterthur Schiedsrichter: Eichenberger |
| 16. Juni 2018 15:00 Uhr | [ 1 ]    |       |            | Stadion Schützenwiese, Winterthur Schiedsrichter: Eichenberger |

### Gruppe 2

#### Rangliste
| Pl.                               |  | Verein                         | Sp. | S | U | N | Tore    | Diff. | Punkte |
| --------------------------------- |  | ------------------------------ | --- | - | - | - | ------- | ----- | ------ |
| 1.                                |  | SV Lägern Wettingen            | 3   | 3 | 0 | 0 | 062:350 | +27   | 06:00  |
| 2.                                |  | TV Appenzell                   | 3   | 2 | 0 | 1 | 045:370 | +8    | 04:20  |
| 3.                                |  | Seen Tigers                    | 3   | 0 | 1 | 2 | 038:550 | −17   | 01:50  |
| 4.                                |  | Yellow Winterthur SPL (Frauen) | 3   | 0 | 1 | 2 | 041:590 | −18   | 01:50  |
| Quelle: SHV, Stand: 12. Juli 2018 |  |                                |     |   |   |   |         |       |        |

| Zum Rundenende 2018: |                             |
|                      |                             |
|                      | Qualifikation für den Final |
|                      |                             |

#### Spiele
| 16. Juni 2018 10:20 Uhr | Seen Tigers | 11:16 | TV Appenzell | Stadion Schützenwiese, Winterthur Schiedsrichter: Eichenberger |
| 16. Juni 2018 10:20 Uhr | (5:9)       |       |              | Stadion Schützenwiese, Winterthur Schiedsrichter: Eichenberger |
| 16. Juni 2018 10:20 Uhr | [ 1 ]       |       |              | Stadion Schützenwiese, Winterthur Schiedsrichter: Eichenberger |

| 16. Juni 2018 11:00 Uhr | SV Lägern Wettingen | 26:12 | Yellow Winterthur SPL | Stadion Schützenwiese, Winterthur Schiedsrichter: Eichenberger |
| 16. Juni 2018 11:00 Uhr | (13:6)              |       |                       | Stadion Schützenwiese, Winterthur Schiedsrichter: Eichenberger |
| 16. Juni 2018 11:00 Uhr | [ 1 ]               |       |                       | Stadion Schützenwiese, Winterthur Schiedsrichter: Eichenberger |

| 16. Juni 2018 13:00 Uhr | Seen Tigers | 12:24 | SV Lägern Wettingen | Stadion Schützenwiese, Winterthur Schiedsrichter: Senne |
| 16. Juni 2018 13:00 Uhr | (8:10)      |       |                     | Stadion Schützenwiese, Winterthur Schiedsrichter: Senne |
| 16. Juni 2018 13:00 Uhr | [ 1 ]       |       |                     | Stadion Schützenwiese, Winterthur Schiedsrichter: Senne |

| 16. Juni 2018 13:40 Uhr | TV Appenzell | 18:14 | Yellow Winterthur SPL | Stadion Schützenwiese, Winterthur Schiedsrichter: Senne |
| 16. Juni 2018 13:40 Uhr | (9:6)        |       |                       | Stadion Schützenwiese, Winterthur Schiedsrichter: Senne |
| 16. Juni 2018 13:40 Uhr | [ 1 ]        |       |                       | Stadion Schützenwiese, Winterthur Schiedsrichter: Senne |

| 16. Juni 2018 15:40 Uhr | Seen Tigers | 15:15 | Yellow Winterthur SPL | Stadion Schützenwiese, Winterthur Schiedsrichter: Senne |
| 16. Juni 2018 15:40 Uhr | (8:8)       |       |                       | Stadion Schützenwiese, Winterthur Schiedsrichter: Senne |
| 16. Juni 2018 15:40 Uhr | [ 1 ]       |       |                       | Stadion Schützenwiese, Winterthur Schiedsrichter: Senne |

| 16. Juni 2018 16:20 Uhr | SV Lägern Wettingen | 12:11 | TV Appenzell | Stadion Schützenwiese, Winterthur Schiedsrichter: Eichenberger |
| 16. Juni 2018 16:20 Uhr | (4:4)               |       |              | Stadion Schützenwiese, Winterthur Schiedsrichter: Eichenberger |
| 16. Juni 2018 16:20 Uhr | [ 1 ]               |       |              | Stadion Schützenwiese, Winterthur Schiedsrichter: Eichenberger |

### Final
| 16. Juni 2018 17:00 Uhr | TV Uster | 17:16 | SV Lägern Wettingen | Stadion Schützenwiese, Winterthur Schiedsrichter: Senne |
| 16. Juni 2018 17:00 Uhr | (8:10)   |       |                     | Stadion Schützenwiese, Winterthur Schiedsrichter: Senne |
| 16. Juni 2018 17:00 Uhr | [ 1 ]    |       |                     | Stadion Schützenwiese, Winterthur Schiedsrichter: Senne |

 TV Uster qualifizierte für die Finalrunde des SHV-Grossfeld-Cups 2018.